# Pentathlon aux championnats du monde d'athlétisme en salle 2014
Navigation
2012 2016
Le concours du pentathlon des Championnats du monde en salle 2014 s'est déroulé le 7 mars 2014 à l'Ergo Arena de Sopot, en Pologne.

## Résultats

### Classement général
| Rang               | Athlète               | Nationalité | Points | Notes  |
| ------------------ | --------------------- | ----------- | ------ | ------ |
| Médaille d'or      | Nadine Broersen       | Pays-Bas    | 4 830  | WL, NR |
| Médaille d'argent  | Brianne Theisen-Eaton | Canada      | 4 768  | NR     |
| Médaille de bronze | Alina Fyodorova       | Ukraine     | 4 724  | PB     |
| 4                  | Sharon Day-Monroe     | États-Unis  | 4 718  |        |
| 5                  | Claudia Rath          | Allemagne   | 4 681  | PB     |
| 6                  | Yana Maksimava        | Biélorussie | 4 651  |        |
| 7                  | Hanna Melnychenko     | Ukraine     | 4 587  | SB     |
| 8                  | Karolina Tymińska     | Pologne     | 4 557  | SB     |

## Légende
Records et Performances
- AR : Record continental (area record)
- CR : Record des championnats (championship record)
- MR : Record du meeting (meet record)
- NR : Record national (national record)
- OR : Record olympique (olympic record)
- PR : Record paralympique (paralympic record)
- PB : Record personnel (personal best)
- SB : Meilleure performance personnelle de la saison (season's best)
- WL : Meilleure performance mondiale de l'année (world leader)
- WJR : Record du monde junior (world junior record)
- WR : Record du monde (world record)

Circonstances et Conditions
- DNF : N'a pas terminé (did not finish)
- DNS : N'a pas pris le départ (did not start)
- DQ : Disqualification (disqualification)
- NM : Aucun essai valable enregistré (No Mark)
- Q : Qualifié « directement » au prochain tour (ou à la prochaine compétition), lors d'une compétition majeure, grâce au classement ou à la réalisation des minima (automatic qualifier)
- q : Qualifié au prochain tour (ou à la prochaine compétition), lors d'une compétition majeure, grâce au repêchage ou à la réalisation de l'une des meilleures performances parmi celles des « non qualifiés directement » (grâce au meilleur temps ou à la meilleure distance par exemple) (secondary qualifier)